# Clubiona pseudoneglecta
Clubiona pseudoneglecta är en spindelart som beskrevs av Jörg Wunderlich 1994. Clubiona pseudoneglecta ingår i släktet Clubiona och familjen säckspindlar. Inga underarter finns listade i Catalogue of Life.